# Curium
Curium is een scheikundig element met symbool Cm en atoomnummer 96. Het is een zilverkleurig actinoïde.

## Ontdekking
In 1944 is curium voor het eerst geproduceerd door Glenn Seaborg, Ralph James en Albert Ghiorso aan de Universiteit van Californië - Berkeley en geïdentificeerd door onderzoekers van het Argonne National Laboratory in Chicago. Door plutonium in een cyclotron te bombarderen met α deeltjes ontstond 242Cm. Drie jaar later lukte het Louis Werner en Isadore Perlman om een aantoonbare hoeveelheid curiumhydroxide te produceren. In 1951 werd curium voor het eerst in zuiver elementaire vorm geproduceerd.

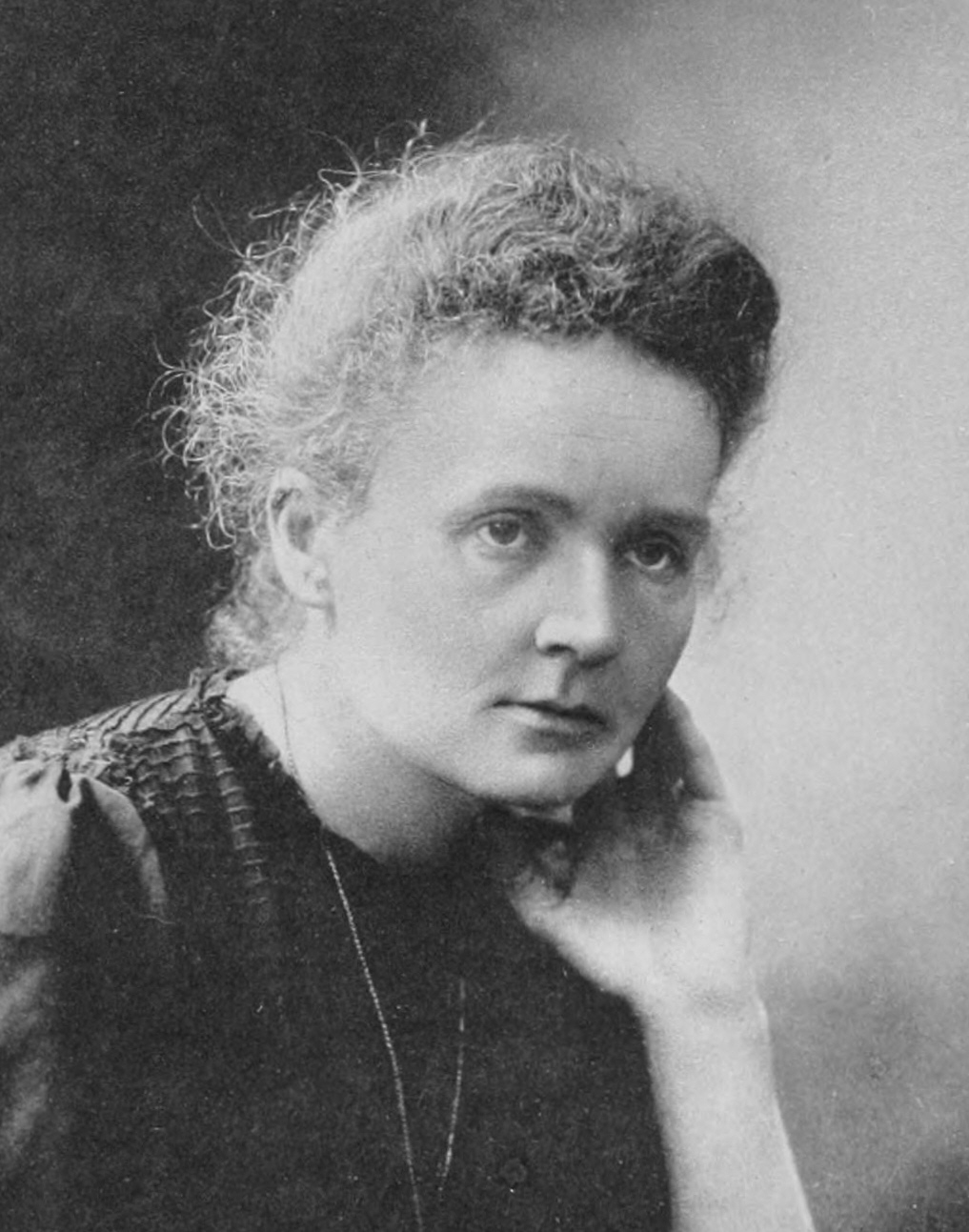
Marie Curie

Curium is genoemd naar Marie Curie uit respect voor het werk dat zij had verricht op het gebied van radioactiviteit.

## Toepassingen
Curium is slechts in beperkte mate beschikbaar en wordt daarom vrijwel uitsluitend voor wetenschappelijke doeleinden gebruikt. Er bestaan vermoedens dat curium kan worden gebruikt als thermo-elektrische bron. Curium is ook toegepast als α bron voor de Alpha Proton X-Ray Spectrometer die naar de planeet Mars is gestuurd.

## Opmerkelijke eigenschappen
Sommige curiumisotopen (zoals 248Cm) zijn tot op heden slechts in orden van milligrammen geproduceerd. Van andere isotopen (bijvoorbeeld 242Cm en 244Cm) zijn grotere hoeveelheden geproduceerd en zodoende kan er onderzoek worden verricht naar de eigenschappen van dit element. Verscheidene verbindingen van curium zijn bekend en beschreven, zoals curium(III)oxide en curium(III)chloride. Chemisch gezien vertoont curium veel overeenkomsten met gadolinium, maar de kristalstructuur is complexer.

## Verschijning
In uiterst kleine hoeveelheden wordt curium aangetroffen in uraniumerts als gevolg van natuurlijk verval. Deze hoeveelheden zijn commercieel gezien niet interessant. Voor wetenschappelijke en industriële toepassingen wordt curium geproduceerd door plutonium te bombarderen met neutronen.

## Isotopen
| Stabielste isotopen | Stabielste isotopen | Stabielste isotopen | Stabielste isotopen | Stabielste isotopen | Stabielste isotopen |
| Iso                 | RA (%)              | Halveringstijd      | VV                  | VE (MeV)            | VP                  |
| ------------------- | ------------------- | ------------------- | ------------------- | ------------------- | ------------------- |
| 245Cm               | syn                 | 8500 j              | α                   | 5,623               | 241Pu               |
| 246Cm               | syn                 | 4730 j              | α                   | 5,475               | 242Pu               |
| 247Cm               | syn                 | 1,56×107 j          | α                   | 5,353               | 243Pu               |
| 248Cm               | syn                 | 3,40×105 j          | α                   | 5,162               | 244Pu               |
| 250Cm               | syn                 | 9700 j              | α                   | 3,700               | 246Pu               |

Er zijn 19 radioactieve curiumisotopen bekend. Met een halveringstijd van zo'n 16 miljoen jaar is 247Cm het stabielst.

## Toxicologie en veiligheid
Aangezien curium niet in noemenswaardige hoeveelheden in de biosfeer wordt aangetroffen, zijn de risico's nihil. In nucleaire onderzoekslaboratoria waar curium wel voorkomt dient het met grote zorgvuldigheid te worden behandeld, omdat curium zich in botstructuren kan ophopen waarna het als gevolg van de radioactiviteit rode bloedcellen kan vernietigen.